# نيلسون (كولومبيا البريطانية)
نيلسون (بالإنجليزية: Nelson)‏ هي مدينة كندية تقع في مقاطعة كولومبيا البريطانية. تبلغ مساحة هذه المدينة 11.7245 (كم²)، ويبلغ عدد سكانها 9258 نسمة حسب إحصاء سنة 2006 م، بينما كان يسكنها 9318 نسمة في سنة 2001 م. تحتل هذه المدينة المرتبة رقم 414 بين مدن كندا حسب عدد السكان والمرتبة رقم 59 في المقاطعة. نما عدد السكان في هذه المدينة بنسبة (-0.6) بين العامين المذكورين.

## المناخ
| البيانات المناخية لـ{{{location}}} | البيانات المناخية لـ{{{location}}} | البيانات المناخية لـ{{{location}}} | البيانات المناخية لـ{{{location}}} | البيانات المناخية لـ{{{location}}} | البيانات المناخية لـ{{{location}}} | البيانات المناخية لـ{{{location}}} | البيانات المناخية لـ{{{location}}} | البيانات المناخية لـ{{{location}}} | البيانات المناخية لـ{{{location}}} | البيانات المناخية لـ{{{location}}} | البيانات المناخية لـ{{{location}}} | البيانات المناخية لـ{{{location}}} | البيانات المناخية لـ{{{location}}} |
| الشهر                              | يناير                              | فبراير                             | مارس                               | أبريل                              | مايو                               | يونيو                              | يوليو                              | أغسطس                              | سبتمبر                             | أكتوبر                             | نوفمبر                             | ديسمبر                             | المعدل السنوي                      |
| ---------------------------------- | ---------------------------------- | ---------------------------------- | ---------------------------------- | ---------------------------------- | ---------------------------------- | ---------------------------------- | ---------------------------------- | ---------------------------------- | ---------------------------------- | ---------------------------------- | ---------------------------------- | ---------------------------------- | ---------------------------------- |
| الدرجة القصوى °م (°ف)              | 10.0 (50.0)                        | 14.5 (58.1)                        | 22.5 (72.5)                        | 30.0 (86.0)                        | 35.5 (95.9)                        | 38.0 (100.4)                       | 41.0 (105.8)                       | 39.5 (103.1)                       | 36.1 (97.0)                        | 26.1 (79.0)                        | 17.2 (63.0)                        | 11.7 (53.1)                        | 41.0 (105.8)                       |
| متوسط درجة الحرارة الكبرى °م (°ف)  | −0.2 (31.6)                        | 3.6 (38.5)                         | 9.3 (48.7)                         | 15.5 (59.9)                        | 20.4 (68.7)                        | 24.2 (75.6)                        | 28.0 (82.4)                        | 28.5 (83.3)                        | 21.7 (71.1)                        | 13.8 (56.8)                        | 4.8 (40.6)                         | 0.2 (32.4)                         | 14.1 (57.4)                        |
| المتوسط اليومي °م (°ف)             | −3.7 (25.3)                        | −0.6 (30.9)                        | 3.5 (38.3)                         | 8.3 (46.9)                         | 12.7 (54.9)                        | 16.4 (61.5)                        | 19.1 (66.4)                        | 19.3 (66.7)                        | 13.8 (56.8)                        | 7.6 (45.7)                         | 1.5 (34.7)                         | −2.9 (26.8)                        | 7.9 (46.2)                         |
| متوسط درجة الحرارة الصغرى °م (°ف)  | −7.1 (19.2)                        | −4.9 (23.2)                        | −2.3 (27.9)                        | 1.0 (33.8)                         | 4.9 (40.8)                         | 8.5 (47.3)                         | 10.1 (50.2)                        | 10.0 (50.0)                        | 5.8 (42.4)                         | 1.4 (34.5)                         | −1.9 (28.6)                        | −5.9 (21.4)                        | 1.6 (34.9)                         |
| أدنى درجة حرارة °م (°ف)            | −31.7 (−25.1)                      | −30.6 (−23.1)                      | −22.2 (−8.0)                       | −7.8 (18.0)                        | −6.1 (21.0)                        | 0.0 (32.0)                         | 2.8 (37.0)                         | 2.2 (36.0)                         | −4.4 (24.1)                        | −11.0 (12.2)                       | −23.5 (−10.3)                      | −35.0 (−31.0)                      | −35.0 (−31.0)                      |
| الهطول مم (إنش)                    | 94.0 (3.70)                        | 69.8 (2.75)                        | 62.4 (2.46)                        | 61.0 (2.40)                        | 68.2 (2.69)                        | 71.1 (2.80)                        | 54.4 (2.14)                        | 49.4 (1.94)                        | 51.4 (2.02)                        | 61.6 (2.43)                        | 104.0 (4.09)                       | 105.9 (4.17)                       | 853.2 (33.59)                      |
| معدل هطول الأمطار مم (إنش)         | 39.0 (1.54)                        | 48.4 (1.91)                        | 56.5 (2.22)                        | 60.3 (2.37)                        | 68.2 (2.69)                        | 71.1 (2.80)                        | 54.4 (2.14)                        | 49.4 (1.94)                        | 51.4 (2.02)                        | 59.8 (2.35)                        | 78.9 (3.11)                        | 42.7 (1.68)                        | 680.0 (26.77)                      |
| متوسط تساقط الثلوج سم (إنش)        | 55.1 (21.7)                        | 21.3 (8.4)                         | 5.9 (2.3)                          | 0.7 (0.3)                          | 0 (0)                              | 0 (0)                              | 0 (0)                              | 0 (0)                              | 0 (0)                              | 1.8 (0.7)                          | 25.2 (9.9)                         | 63.3 (24.9)                        | 173.2 (68.2)                       |
| متوسط أيام هطول الأمطار (≥ 0.2 mm) | 14.1                               | 12.7                               | 13.3                               | 12.5                               | 13.7                               | 13.2                               | 10.0                               | 8.8                                | 8.6                                | 11.3                               | 15.1                               | 14.6                               | 147.8                              |
| متوسط الأيام الممطرة (≥ 0.2 mm)    | 6.8                                | 8.9                                | 12.4                               | 12.5                               | 13.7                               | 13.2                               | 10.0                               | 8.8                                | 8.6                                | 11.2                               | 12.2                               | 5.7                                | 123.9                              |
| متوسط الأيام المثلجة (≥ 0.2 cm)    | 9.2                                | 4.8                                | 1.8                                | 0.24                               | 0                                  | 0                                  | 0                                  | 0                                  | 0                                  | 0.38                               | 4.9                                | 10.2                               | 31.5                               |
| المصدر: en:Environment Canada      |                                    |                                    |                                    |                                    |                                    |                                    |                                    |                                    |                                    |                                    |                                    |                                    |                                    |

## أعلام
- ليفي ويليام همفري
- جيمس إي. جيل
- ليليان هيكي
- سارة ألين
- ويليام إيرل ريد
- هولي فيليبس
- ديفيد روبرتسون
- ويليام تودور هويل

## وصلات خارجية
- الأطلس الحكومي لكندا
- إحصاءات كندا مع ساعة تعداد السكان